# Каримов, Иди
Иди Каримов — советский хозяйственный деятель, Герой Социалистического Труда.

## Биография
Родился в 1932 году в кишлаке Гайрати. Член КПСС с 1964 года.
В 1946—1958 гг. — колхозник, звеньевой, в 1958—1990 гг. — бригадир хлопководческой бригады колхоза имени Карла Маркса Пархарского района Кулябской области Таджикской ССР.
Указом Президиума Верховного Совета СССР от 23 декабря 1976 года присвоено звание Героя Социалистического Труда с вручением ордена Ленина и золотой медали «Серп и Молот».
Умер после 1990 года.

## Награды и звания
- Герой Социалистического Труда (23.12.1976)
- Орден Ленина (03.04.1965, 23.12.1976)
- Орден Октябрьской Революции (08.12.1973)
- Орден Знак Почёта (08.04.1971)